# Lille modulær reaktor
En lille modulær reaktor (ofte benævnt med forkortelsen SMR fra engelsk small modular reactor) er en særlig kategori kernereaktorer, der adskiller sig fra reaktorerne i traditionelle kernekraftværker ved, at de er mindre og har en modulær opbygning, dvs. at de kan kobles sammen til større enheder. Det gør dem potentielt mere fleksible end traditionelle kernekraftværker, der er meget store og kapitalkrævende. I øvrigt er der ikke tale om en specifik reaktortype, men mange uensartede versioner, der gør brug af forskellige principper for reaktoropbygning osv. SMR'er er foreløbig en ung og umoden teknologi, men der er i 2025 mere end 80 forskellige udviklingsprojekter af denne type, heraf også et par danske.
SMR'er har fået mere offentlig opmærksomhed i 2020'erne som en potentiel måde at gøre kernekraft mere konkurrencedygtig. Indtil videre er teknologien dog ikke udviklet nok til, at SMR'erne forudses at spille en væsentlig rolle i elproduktionen i 2020'erne og 2030'erne.

## Definition
Det Internationale Atomenergiagentur (IAEA) definerer en SMR som en kernereaktor med en ydelse på mindre end 300 MWₑ, og som er udformet med modulær teknologi, så et kraftværk kan opbygges af præfabrikerede moduler. SMR omfatter en række forskellige typer reaktorer, både mindre versioner af traditionelle kernereaktorer, som er i drift i dag, og nye typer reaktorer (såkaldte tredje- og fjerdegenerationsreaktorer), som er under udvikling.

## Baggrund
Kraftgenererende kernereaktorer blev etableret i 1950'erne og er siden vokset i størrelse fra omkring 50 MWₑ til dagens reaktorer, som er i størrelsesorden 1500 MWₑ. Tanken bag denne udvikling har været, at en opskalering af reaktoren vil give stordriftsfordele og dermed bidrage til reducerede enhedsomkostninger for produceret energi. Med små modulære reaktorer går man den modsatte vej, nemlig at skalere reaktorerne ned. Tanken bag denne strategi er, at små reaktorer gør det muligt at forenkle konstruktionen. I særlig grad gælder det tiltag, som har med sikkerheden at gøre, da driftsforholdene bliver enklere, og en eventuel overophedning af reaktoren bliver lettere at håndtere, når reaktorydelsen i udgangspunktet er lavere.
De enkelte modulers beskedne størrelse indebærer, at de kan seriefremstilles på en fabrik og efterfølgende transporteres til det sted, hvor de skal anvendes, klar til brug. Dette er modsat store traditionelle kernekraftværker, som skal anlægges på stedet. At reaktorerne er små, gør dem også mere fleksible. Kraftværket er ikke længere afhængigt af at blive tilkoblet et transmissionsnet med høj kapacitet. Samtidig vil reaktorens modulære konstruktion gøre det muligt at koble flere enheder sammen for at forøge kapaciteten, hvis det er nødvendigt.

## Modulær opbygning
Der lægges op til, at denne type reaktorer skal kunne bygges som færdige moduler på en fabrik, før de sendes til stedet, hvor reaktoren skal tages i brug. Modulerne er kompakte og små nok til at de kan fragtes med båd eller lastbil (trailer) fra fabrikken til anlægsstedet. Derved opnås flere fordele:
Bygges flere reaktorer af samme type på en fabrik, får produktionen karakter af serieproduktion, som vil bidrage til formindskede enhedsomkostninger for hver reaktor. Dette kan opveje det økonomiske fortrin, som til nu har været forbundet med at bygge store enheder.
Nødvendigt anlægsarbejde på stedet, hvor reaktoren skal tages i brug, bliver meget mindre. Installering af nye reaktorer bliver følgelig enklere og vil ske meget hurtigere.
For ejeren bliver en sådan udbygning lettere at finansiere, idet kraftværket kan bygges op gradvis og forkorte tiden, fra investeringerne foretages, til tilbagebetalingen kommer i gang med indtægter fra et anlæg, som er i drift.

## Anvendelse
En vigtig anvendelse af små modulære reaktorer vil være energiforsyning i fjerntliggende områder, som enten er frakoblet eller har en svag forbindelse til det ordinære transmissionsnet. Mangel på trænet personale i disse områder gør, at reaktorerne må udformes sådan, at de er enkle at drifte og har en indbygget passiv sikkerhed.
I lande, som i mindre grad er industrialiserede, hvir eksisterende transmissionsnet ofte har en beskeden kapacitet, er det vigtigt med små enheder, idet kapaciteten på reaktoren ikke må overskride kapaciteten på nettet. Desuden er det vigtigt, at ingen enkeltreaktor skal beslaglægge en uproportionalt stor andel af belastningen i nettet. I mange lande syd for Sahara i Afrika vil SMR'er være den eneste kerneteknologi, som er kompatibel med det eksisterende transmissionsnet.
I industrialiserede lande med høj befolkningstæthed kan det være vanskeligt at finde egnede steder til at opføre store reaktorer, da disse kræver store sikkerhedszoner med lille befolkning omkring kraftværket. Kravet til sikkerhedszoner bliver væsentlig mindre med SMR'er, som generelt har en højere grad av sikkerhed, og med en reaktor, som eventuelt kan graves ned i bakken.
Nutidens store kernereaktorer er generelt ufleksible, når det drejer sig om at tilpasse produktionen til hurtige ændringer i forbruget. De fleste små modulære reaktorer konstrueres med egenskaber, som gør, at de kan bidrage med balancekraft, det vil sige en strømproduktion, som til enhver tid kan tilpasses et forbrug, som varierer over tid. Med et større indslag af strøm baseret på vedvarende energi som sol- og vindenergi bliver denne egenskab endnu vigtigere. Karakteristisk for sol- og vindenergi er, at produktionen er intermitterende, det vil sige, at den styres af ændringer i naturen, som kun undtagelsesvis sammenfalder med det varierende forbrug.

## Sikkerhed
Forbedret sikkerhed opnås gennem passive sikkerhedssystemer. Afkøling af reaktorkernen kan ofte ske med naturlig cirkulation og konvektion, hvorved man undgår at være afhængig af aktive pumper og køleanlæg. Desuden kan reaktorerne lettere indkapsles, og mange af dem er konstrueret til at kunne placeres i undergrunden, hvorved man opnår en bedre sikkerhed mod for eksempel terrorisme. Flere af SMR'erne, som udvikles nu, er hurtigreaktorer, som er konstrueret sådan, at en større del af kernebrændslet brændes op og dermed formindsker mængden af radioaktivt affald.

## Eksempler på små modulære kernereaktorer
I 2024 arbejdes der verden over med udvikling af over 80 forskellige versioner af SMR-kategorien indenfor reaktorer, primært i landene USA, Canada, Kina, Rusland, Sydkorea og Storbritannien. IAEA har delt de mange forskellige projekter op i seks grundlæggende reaktortyper:
- Vandkølede reaktorer på land
- Vandkølede reaktorer til havs
- Gaskølede højtemperaturreaktorer
- Hurtige neutronreaktorer
- Saltreaktorer, dvs. MSR-reaktorer med smeltede salte som kølemiddel
- Mikroreaktorer op til 10 MW

SMR'er er således ikke nogen ensartet størrelse, og hver type har sine potentielle fordele og ulemper. Drivkræfterne bag de mange udviklingsprojekter er også en broget skare, der består af såvel nye små startupvirksomheder, herunder et par danske, som velkendte store virksomheder i kernekraftindustrien som Westinghouse og General Electric og endelig statskontrollerede selskaber i lande som Kina og Rusland.

### Danmark
I Danmark arbejder startupvirksomheden Seaborg Technologies med at udvikle en SMR med en saltreaktor. Virksomheden udtalte i februar 2025, at den forventede at sætte sin første prototype-reaktor i drift i 2030, muligvis i Sydkorea, hvor virksomheden har et strategisk samarbejde med Samsung Heavy Industries. En anden startupvirksomhed, Copenhagen Atomics, arbejder på at lancere en kommerciel SMR i 2028. Begge virksomheder fokuserer på det udenlandske marked, ikke mindst Sydøstasien, hvor der er et stort behov for energi, og hvor sol- og vindenergi på grund af vejrforholdene ikke har de samme muligheder som i Danmark.

## SMR'ernes konkurrenceevne
SMR'er har fået stigende offentlig opmærksomhed i 2020'erne som en potentiel vej til at gøre kernekraft mere konkurrencedygtig. En del af baggrunden herfor var, at de meget store traditionelle kernekraftværker efterhånden var blevet ekstremt kapitalkrævende og svære at styre gennem godkendelses- og konstruktionsfaserne. Flere store nyere europæiske kernekraftprojekter har overskredet både budgetter og tidsplaner dramatisk. Det gjaldt således finske Olkiluoto 3-reaktor på 1.600 MW og den franske Flamanville 3-reaktor på 1.650 MW. Det har ført til en diskussion mellem henholdsvis fortalere for og skeptikere overfor SMR'er, om de rent økonomisk vil kunne blive mere attaktive end de traditionelle store kraftværker. Masseproduktion vil være en forudsætning for at opnå lave omkostninger, og det vil igen kræve, at der fremkommer ganske få globale vindere blandt de mange forskellige konkurrerende typer, der i dag forsøges udviklet. Samtidig er tidshorisonten et problem, især hvis formålet er, at SMR'erne skal kunne spille en rolle i de førstkommende årtiers grønne omstilling. Det britiske Nuclear Innovation and Research Centre konkluderede i 2021, at MRS-reaktorerne besad en lav grad af teknisk modenhed og derfor krævede meget høje forsknings- og udviklingsomkostninger fremadrettet. Danmarks Tekniske Universitet vurderede i januar 2025 på sin hjemmeside, at SMR'er formodentlig vil have højere omkostninger pr. enhed elektricitet end konventionelle kernekraftværker. Den globale energianalysevirksomhed IEEFA konkluderede ligeledes i en rapport i 2024, at SMR'erne stadig så ud til at være "for dyre, for langsomme at bygge og for risikable i forhold til at kunne spille en vigtig rolle i bevægelsen væk fra fossil energi i de kommende 10 til 15 år'". Repræsentanter for den fremvoksende SMR-branche har omvendt henvist til, at  skalerbarhed efterhånden vil gøre reaktortypen mere rentabel, på samme måde som både solceller og vindenergi er blevet langt mere effektive med tiden i takt med, at begge teknologier blev mere udbredte. Det har medført et stort fald i prisen på sol- og vindskabt elektricitet over tid.